# Abedus ovatus
Abedus ovatus är en insektsart som beskrevs av Carl Stål 1862. Abedus ovatus ingår i släktet Abedus och familjen Belostomatidae. Inga underarter finns listade i Catalogue of Life.